# Електрична піч опору

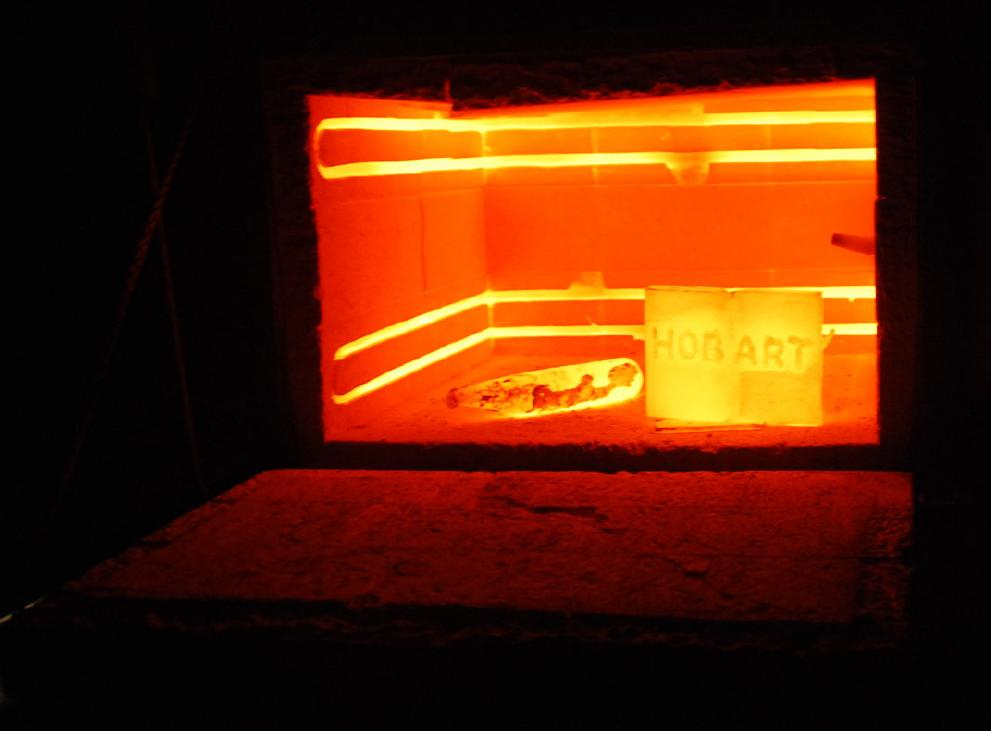
Електропіч опору камерного типу у розігрітому стані

Електри́чна піч о́пору (англ. resistance furnace) — електрична піч, в якій тепло виділяється в результаті проходження електричного струму через провідники з активним опором. Такі печі широко застосовуються при термічній обробці, для нагрівання перед обробкою тиском, для сушіння і плавлення матеріалів.
Згідно із законом Джоуля — Ленца кількість тепла, яка виділяється у провіднику є пропорційною до квадрату сили струму, електричного опору провідника і часу проходження струму. Підбираючи відповідні значення сили струму й опору, можна отримати потужність, достатню для нагрівання до заданої температури чи розплавлення металів.

## Класифікація
За засобом отримання тепла від проходження електричного струму електропечі опору бувають двох типів:
- електропіч опору безпосереднього нагрівання (англ. four a chauffage direct par) — електропіч опору, в якій теплова енергія виділяється в завантаженні (об'єкті нагрівання), увімкненому в електричне коло[1]. Таке нагрівання дозволяє зосередити в тілі об'єкту, що нагрівається велику потужність і забезпечити досить швидке нагрівання (секунди);
- електропіч опору опосередкованого нагрівання (англ. resistance furnace) — електропіч опору, в якій електрична енергія перетворюється на теплову при протіканні струму через нагрівальні елементи а передача теплової енергії завантаженню здійснюється випроміненням, конвекцією та теплопровідністю[1].

## Переваги
Поширення електропечей опору визначається їх перевагами:
- можливістю досягнення в пічній камері температур до 3000°С;
- можливістю досягнення достатньо рівномірного нагріву виробів шляхом відповідного розміщення нагрівачів по стінках пічної камери або застосуванням примусової циркуляції пічної атмосфери;
- легкістю автоматичного керування потужністю, а отже, і температурним режимом печі;
- зручністю механізації і автоматизації завантаження-розвантаження печей предметами нагрівання, що полегшує роботу персоналу і можливість інтеграції печей в автоматичні лінії;
- хорошою герметизацією і проведенням нагрівання у вакуумі, захисному (від окислення) газовому середовищі або спеціальній атмосфері для хіміко-термічної обробки (цементація, азотування);
- компактністю тощо.

## Конструктивні особливості
Піч складається з робочої камери, утвореної футеровкою з шару вогнетривкого матеріалу, у якій встановлені електричні нагрівники і яка ізольована від металевого кожуха теплоізоляційним шаром.
Деталі, що працюють в камері печі, механізми а також нагрівальні елементи виконуються з жароміцних і жаротривких сталей та інших жаротривких матеріалів. Як матеріал для виготовлення нагрівних елементів та деталей, що працюють в умовах високих температур застосовують ніхром (температура експлуатації 800…1100°С); канталь (температура експлуатації до 1375°С); керамічні матеріали (температура експлуатації до 1800°С); тугоплавкі метали (молібден, вольфрам, тантал, ніобій з температурою експлуатації до 2500°С.
Для нагрівання великих партій однакових деталей в умовах серійного виробництва застосовують печі безперервної дії (методичні), в яких вироби безперервно переміщаються від одного торця печі до іншого. Продуктивність таких печей є більшою, розподіл температур при нагріванні виробів є одноріднішим, витрата енергії меншою; зазвичай, вони у високій мірі є механізованими.
В електропечах опору з робочими температурами до 700 °C (як періодичної дії, так і в методичних) широко використовується примусова циркуляція газів за допомогою вентиляторів, що вбудовуються в піч або виносяться з печі разом з нагрівниками у електрокалорифери. Електропечі опору опосередкованого нагрівання для розплавлення легкоплавких металів (свинець, бабіти, алюмінієві і магнієві сплави) конструюються або у вигляді печей з металевим тиглем і зовнішнім обігрівом, або у вигляді відбивних печей з ванною і розташованими над нею у склепінні нагрівниками.
До лабораторних електричних печей опору належать невеликі за розмірами трубчасті, муфельні і камерні печі, а також термостати і сушильні шафи.
Усі промислові і лабораторні печі забезпечуються автоматичним регулюванням температурного режиму.